# 瞑想
瞑想、冥想（めいそう、英: meditation、英: contemplation）とは、心を静めて無心になること、何も考えずリラックスすること、心を静めて神に祈ったり、何かに心を集中させること、目を閉じて深く静かに思いをめぐらすことなどとされている。
各々の宗教の伝統や修行の段階、目的等により内容は様々である。本来は冥想と書くと思われる。この呼称は、単に心身の静寂を取り戻すために行うような比較的日常的なものから、絶対者（神）をありありと体感したり、究極の智慧を得るようなものまで、広い範囲に用いられる。現代では、健康の向上や心理的治療、自己成長、自己向上などの世俗的な目的をもって、様々な瞑想が行われている。

## 概説

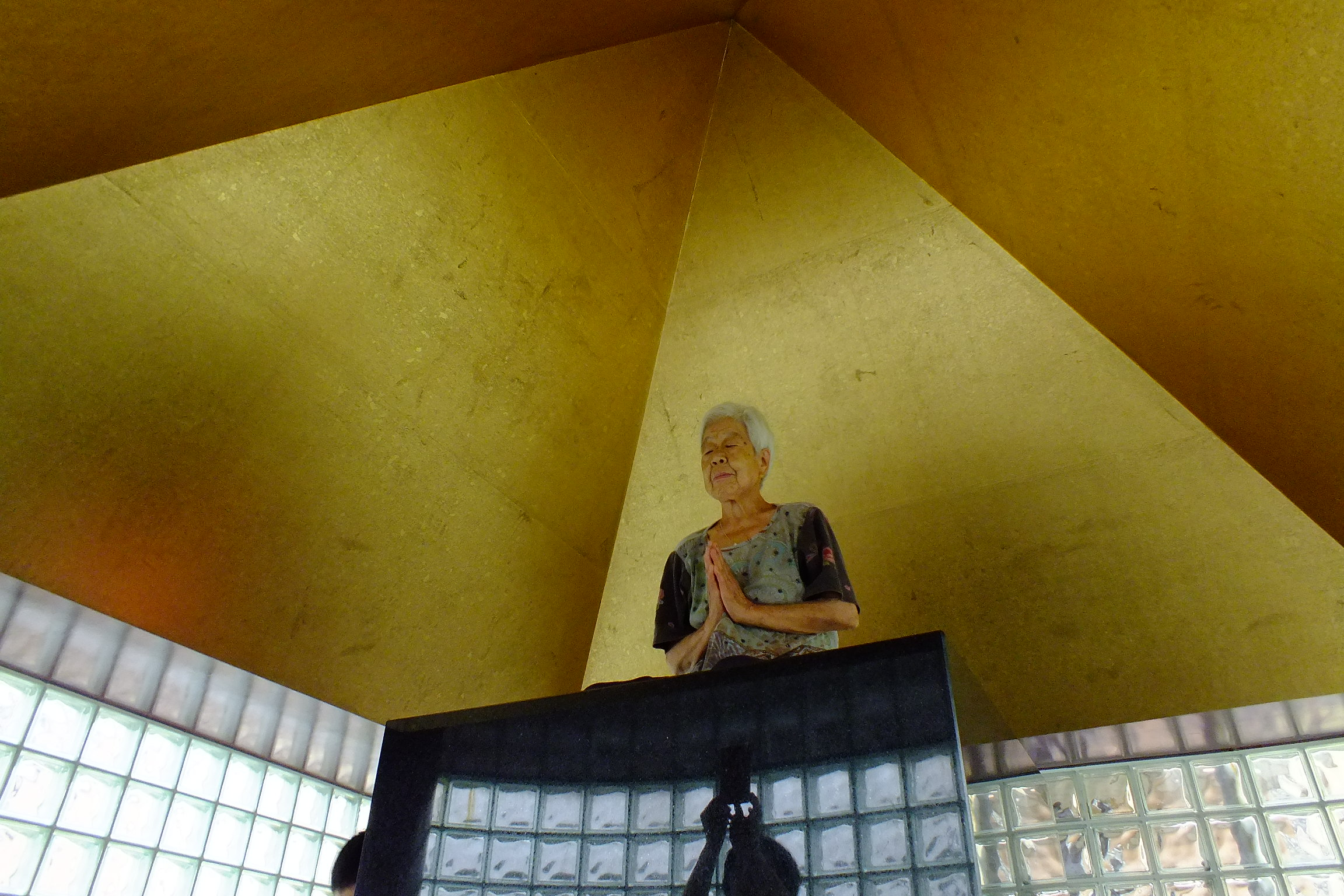
瞑想する人の像

瞑想と呼ばれるものは非常に多様であり、静かに座って行うものや、一部のヨーガのように様々な体位を取るもの、集団で母音を低い声で続けて発する倍音声明（Overtone chanting）のように声を用いるものもある。太極拳やスーフィーの旋回舞踊ダーヴィッシュ・ダンスのように動きながら行うものを含むという見解もあり、武道や舞踊の修行・実践や滝行に瞑想を見出す人もいる。瞑想は数えきれないほどのスタイルが存在し、集中の仕方も、特定の対象に集中するもの（ヨーガ等）、ある対象に注意を向けるが、雑念が生じれば意識をそちらに向け、また元に戻すというやり方のもの（ヴィパッサナー瞑想、マインドフルネス等）、特定の対象に注意を向けないもの（禅定等）と多様である。瞑想を「想像力とイメージの駆使ないしは推理能力の使用によって、特定の主題・対象について深く省察すること」（meditation）と考えれば、座禅は瞑想ではないが、瞑想がより高次の段階に進み「想像力やイメージに頼らず、対象的に省察することもしない」（contemplation）ものまで含み、むしろこちらが瞑想の本質であると考えれば、座禅も瞑想であると言える。各々の瞑想は宗教や信念、価値観、生き方と深くかかわる歴史を持ち、そうした文脈から瞑想を切り離して単体として考えることは難しく、定義は困難を伴う。瞑想を広い意味での感覚減弱（脱感作）の技法ととらえようとする研究もあるが、明白に瞑想ではない感覚減弱の技法もあり、心身への効果から瞑想を定義することは難しい。
精神科医の安藤治は、アメリカを中心とする西洋の瞑想（meditation）研究を紹介する『瞑想の精神医学』で、「伝統的により高度な意識状態あるいはより高度な健康とされる状態を引き出すため、精神的プロセスを整えることを目的とする注意の意識的訓練のことであるが、現代においてはリラクセーションを目的としたり、ある種の心理的治療を目的として行われることもある」と定義している。「通常の意識状態、通常の健康よりも優れた」という価値の設定は、現在一般に認められている世界観、考え方の枠組み、科学的世界観をはみ出しており、こういった常識や科学と対立する価値を認めることを避け、瞑想を「変性意識状態」として位置付ける見方もある。上智大学グリーフケア研究所の葛西賢太は、瞑想を「日常生活の諸問題の整理や見直し、再活性化を意図して、日常の時間の中に、一定の時間を区切って、通常とは違う意識状態に自覚的に切り替えること、また、その方法」と定義している。葛西賢太は、通常意識状態と変性意識状態の往来を「意識変容」と呼び、「意識変容を自覚しているマインドフルな状態」を瞑想の基本的な状態（瞑想的意識状態）であると考え、この定義に当てはまるすべての行為を広い意味で瞑想ととらえることを提案している。
瞑想の具体的効用として、感情の制御、集中力の向上、気分の改善等の日常的な事柄から、瞑想以外では到達不可能な深い自己洞察や対象認知、智慧の発現、さらには悟り・解脱の完成まで広く知られる。瞑想による特異な体験として、「変化しやすい強烈な感情、深いリラクセーションと高度の覚醒、知覚の明晰さの高まり、心理的プロセスや心理的移動説への感受性の向上、身体を含めた対象物の知覚に関する変化や流動性の増加（対象恒常性の減少）、精神的コントロールの困難さに対する自覚、特に集中力を失わず、空想に陥らないようにすることのむずかしさの自覚、時間の感覚の変化、変性意識、他者との一体化の体験、防御心の減少、体験への開放性」などがある。
宗教学者の鎌田東二は、狩猟・漁猟を行っていた人々が、その技術を向上させるために修練し、それが武術や武道、スポーツとなり、また宗教的な行や瞑想になっていったと考える。生きるためには食べる必要があり、人は生きるために命を殺害するが、人にとって命を食べることは、命がけの宗教的・呪術的行為であった。狩猟は命の交換の行為であり、狩猟民は、命がけで動物たちとの戦いに挑み、その中で自然への畏怖の気持ちを高め、同時に恐ろしい動物を前にしても立ち向かうことができるよう、自己をコントロールし、動物と戦うために自己と戦わなければならなかった。鎌田東二は、このような心のコントロール・制御の方法を開発する道程から、夢見法や瞑想、観想が生まれ、さらにそのような集中や制御が、止観や禅を生み、山を歩き走ることが、山岳跋渉や修験道を生んだと考える。
あるがままを観察し、受け入れるという東洋の思想は、1960年代にアメリカのヒッピーたちが注目し、彼らは精神的な成長を求め、ヒンドゥー教由来でインド人導師マハリシ・マヘーシュ・ヨーギーが広めた超越瞑想や日本の禅仏教を学び、アメリカや東南アジアで修業をした。20世紀のアメリカでは、裕福な階級は精神療法（サイコ・セラピー）を精神病の治療だけでなく精神の健康にも活用していたが、1960年代後半に起こったヒューマンポテンシャル運動では、ゲシュタルト心理学などの人間性心理学と精神療法が結びついて一般に広まり、自己実現や自己成長の手段として重視された。この運動の代表的な人物である禅の研究者アラン・ワッツは、東洋の宗教における修行と西洋の精神療法とを同様のものと考えて、瞑想が精神療法の文脈の中に取り入れられた。このことが、今日の一般での瞑想の実践や研究に大きな影響を与えていると考えられており、西洋で瞑想は実利的な健康法、セラピーとして広く活用されている。1970年代には、科学者を志す若者たちが東南アジアやインドで瞑想の修行をするようになり、アメリカに戻って瞑想研究や普及活動をした。インド人導師バグワン・シュリ・ラジニーシは、同時代にアメリカで活動し現代人向けに多くの瞑想法を開発したが、瞑想の最終的な目的は絶えず観照者にとどまる事であり、気づきを生の本質とすることが瞑想であると語った。80年代になると、徐々に科学的研究が発表され、瞑想する環境も整い、瞑想は広まっていった。
安藤治は、瞑想はセラピーと言われることもあるが、精神的な病の治療を目指す精神療法ではなく、自己超越を促進する方法のひとつであると述べている。治療する病気や患者を適切に選べば、瞑想の副次的な効果を臨床において補助的に用いることは大いに有用である可能性がある。精神療法が大衆化し、瞑想がセラピーの場に取り入れられたことで、精神療法・瞑想の語は、元来の意味よりやや大雑把に使われるようになった。
ヒューマンポテンシャル運動を引き継いだニューエイジでは、悪を幻影と見なして障害やネガティブ性を完全に否定し、人間の脳の無限の可能性や脳と宇宙エネルギーとの関係が信じられ、ヨーガ、レイキ、太極拳、自己啓発セミナー、禅、合気道、超越瞑想などが霊的な成長をサポートするセラピーとして行われた。超能力を覚醒させることを目指すシルバメソッド等、自己啓発セミナーでも瞑想が利用されている。
西洋では、瞑想による血圧降下作用などの特殊な生理学的効果が注目され、自己コントロールやリラクセーション法として研究されるようになった。
アメリカでは、医学者のジョン・カバット・ジンが、仏教で悟りに至るための実践の一つで、今この瞬間に注意深くあり、判断せずにそれを受け入れるというマインドフルネス瞑想を医療化し、マインドフルネスストレス低減法を考案して慢性疼痛の患者の治療に活用し、その適応範囲はうつ病、不安症、摂食障害、不眠症などの精神疾患へと広がっていった。瞑想を科学的研究の対象とするために、宗教的側面を整理してそぎ落とし、定義し直したことで、瞑想研究は飛躍的に進み、2000年以降には、脳科学者の瞑想研究も増加し、瞑想熟練者でなくともマインドフルネス瞑想のトレーニングで脳の活動が変化するという科学的知見が示され大きな衝撃を与え、2000年代にはネットを通じてマインドフルネスという言葉が広まっていった。教育や福祉、職場のメンタルヘルスの向上のためにも用いられるようになり、アメリカでは2010年以降、ビジネスパーソン向けのマインドフルネスのワークショップが企業内外で開催され、Google や Facebook で導入されたことでも注目を集めた。感情のコントロールや職場の満足感の向上への効果が示され、2014年には『TIME』誌で特集も組まれた。世俗的なマインドフルネスは、仏教的マインドフルネスにあった真理との関係を切り離して調整されており、都合よく切り詰められたマインドフルネスの「去勢」がもたらす問題を指摘する声もある。
アメリカの自己心理学者クリスティン・ネフは、社会的な競争に勝つことで自尊感情を高めることが幸福につながるという考えに疑問を呈し、仏教の思想に基づいてセルフ・コンパッション（自分への慈悲、思いやり、優しさ）の研究を行い、自尊感情が高くなくてもセルフ・コンパッションが高い人は、自分を受け入れ、幸福を感じ、不安や抑うつが低いという研究結果を示した。ネフは、セルフ・コンパッションを、マインドフルネスを包含し相補する概念として提示しており、ジョン・カバット・ジンやマインドフルネス認知療法の創始者マーク・ウィリアムズも「マインドフルネスはコンパッション（慈悲）を含んでいる」と述べている。しかし、必ずマインドフルネスがコンパッション（慈悲）を含むわけではなく、アメリカでは、軍事訓練にマインドフルネスを用いて動じない兵士を作る試みがあり、瞑想が軍事利用されている。

## 「瞑想」「冥想」という表現
瞑想に関しては複数の言語間での翻訳の行き来等に伴う表現の混乱がある。明治・大正の日本人が脱亜入欧・西洋近代化を目指し、仏教などの既存の日本の文化のしがらみを断とうと、適切な訳語であっても仏教関連用語を避けたことがそもそもの原因である。哲学者の井上哲次郎は、欧米の思想の翻訳の際に仏教関連用語を意図的に避けている。彼の決定が与えた影響は極めて大きかった。井上は英: meditationの訳語に「沈思・冥想」を、英: contemplationの訳語に「熟考・沈思・冥想・深察」などを当てているが、この「冥想」という語は、中国の思想の世界や正統哲学精神史の中で、あまり一般的ではない用語だったようであり、日本人にとってなじみのない言葉だった。こうした訳語の選択により、宗教行為である meditation や contemplation の訳語から、宗教性や精神性が希薄になるという事態が起こった。
近代になると、ヨーロッパで仏教が研究されるようになり、禅宗やチベット仏教の実修、ヨーガなどが、meditation、contemplation と理解され、翻訳された。それらを紹介した欧米の書物がさらに邦訳される際（再輸入される際）、元の仏教用語に相当する日本語ではなく、「冥想」「瞑想」と訳されたものも少なくなく、仏教の訳語であっても仏教用語が用いられないという錯綜した事態となった。「瞑想」の英訳には、meditation と contemplation のどちらかが当てられている。
「冥想」という言葉は、漢語としては、目を閉じて深く思索するという意味であり、道教に由来する。根源的な真理である大道と一体化するための方法として重視された。「冥」は「場所に手で幕をかける」「死者の顔を覆う布」の意味であり、どちらも覆われて見えない様子、暗い様子を表し、「奥深いところ」「目に見えない神仏の世界」「深遠な道理」などの意味が派生した。一方「瞑」は「目をつぶる」「死ぬ」などの意味で、死者のように目をつぶるという意味である。よって、宗教的実践の訳語としては、「瞑想」では深い精神性を表すことができないため、適しておらず、「冥想」のほうが適切であろうと思われる。宗教的実践を「瞑想」と訳すと、翻訳元の意味を正確に理解することが難しくなる。
スペイン語: meditación、英語: meditation という言葉はラテン語: meditatio に由来している。ローマ時代の meditatio は「精神的および身体的な訓練・練習」全般を意味していた。
その後、西ヨーロッパにおいてはもっぱらキリスト教カトリックが発展した。私的な祈りはその形態から、定型の祈りの言葉を声に出して唱える口祷と、心の中で念じる祈り念祷（oratio mentis）に分けられ、念祷はさらに思弁的な祈りである黙想（meditación、meditation）と、言葉を介さずに真理を直接に「観る」非思弁的な神秘体験観想（スペイン語: contemplación、英語: contemplation）に分けられた。キリスト教カトリックの祈りにおいて、観想が最も高度な段階である。日本では meditatio を「黙想」と訳し、プロテスタント教会では念祷（oratio mentis）を「瞑想」と訳すようである。冥想・冥想より意味が限定された仏教の訳語を用いるなら、meditation は凝念、contemplation は静慮または三昧が適当であろうと思われる。
伝統的な仏教では、瞑想という語はほとんど用いられてない。仏教用語のパーリ語の bhāvanā（バーヴァナー）は修習、修行と訳されており、これが瞑想に当たる。修行とは、「身体の訓練を通じて『悟り』を目指すこと」を意味する。yoga（ヨーガ、瑜伽）、pratipatti（プラティパッティ、行）、特に密教にて用いられるsādhana（サーダナ、成就法）も瞑想に当たる。また、瞑想で達する心理的状態を表すdhyāna（ディヤーナ、禅那）、samādhi（サマーディ、三昧）も、俗に瞑想を指す言葉とされることもある。

## 様々な伝統的な瞑想

### インド発祥の宗教

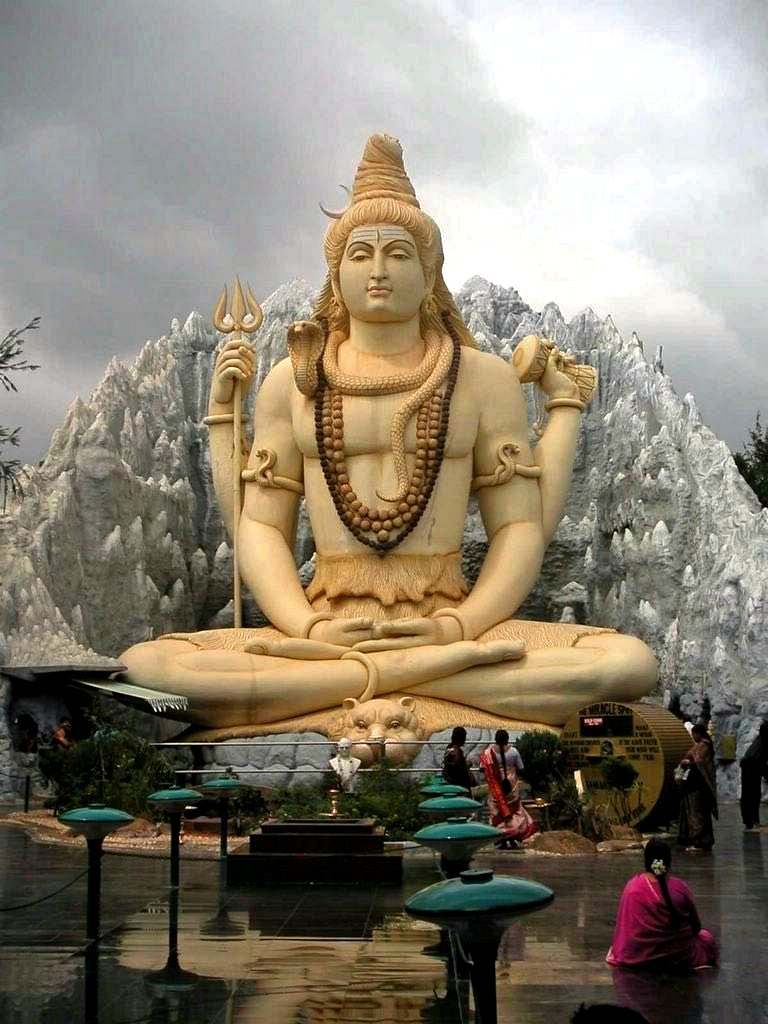
瞑想するシヴァ神の巨大像（バンガロール）

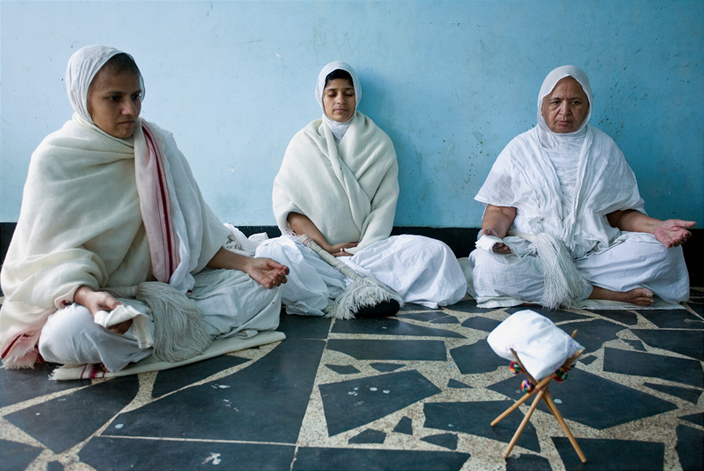
ジャイナ教徒の瞑想

森林に入り樹下などで沈思黙考に浸る修行形態は、インドでは紀元前に遡る古い時代から行われていたと言われている。ヒンドゥー教（バラモン教）、仏教、ジャイナ教などインドの諸宗教で実践されている。
ヒンドゥー教における瞑想法は、真我や神との合一体験を目的とした瞑想が主流である。インドの宗教哲学の伝統において、瞑想の対象と一体となり、意識をただ一点に集中させ続けることによって、究極の智慧そのものとなることを目指す伝統的な瞑想として「ヨーガ」がある。この状態は三昧（サマーディ）と呼ばれる。仏教やヒンドゥー教における瞑想法の究極の到達点は一般的には輪廻からの解脱であるが、実践者の悟りや解脱についての認識の違いが、宗教・宗派を区別する根拠の一つとなった。

#### 仏教
仏典においては瞑想の概念は、Bhāvanā（バーヴァナー、修習）との言葉で記載される。仏教の始祖である釈迦は、インドのヨーガ的な瞑想の技法を学んだ。仏教はその瞑想法をより安全かつ体系的なものに発展させた。それゆえ仏教の諸派の中には、今でもヨーガの瞑想の技法を継承している派もあり、さらに独自に発展させている派もある（詳細はヨーガ、法相宗、真言宗、天台宗、禅宗、上座部仏教などの項を参照）。身体性哲学を研究する山口裕貴は、精神が主体・身体は客体と扱う西洋とは逆に、仏教修行では身体が主であり、瞑想とは、身体にある種の拘束性を加え「型」となし、身体の型に精神を添わせていく作業であるとしている。これにより、日常生活で育った欲望は薄まっていき、心身が合一することで「心身一如」、無と呼ばれる境地に至るという。禅では、「調身、調息、調心（姿勢が整えば呼吸が整い、呼吸が整えば心が整う）」とされる。
仏教における瞑想法では、人間の心が多層的な構造を持っていると考え、意識の深層段階へと到達することを目的とした修行確立し、実施する宗派もある。例えば、大乗仏教における仏教哲学・仏教心理学では意識は八識に分類され、その中には末那識や阿頼耶識と呼ばれる層があり、そこに到達するための修行が行われる。末那識、阿頼耶識は、近代になって西洋心理学で深層心理と呼ばれるようになったものに近いと言う見解もある。上座部仏教においては、瞑想修行の進展に伴い心の変化を九段階に体系化（一般的認識である欲界を超えた後に現れる第一禅定から第九禅定）しており、第一禅定以上の集中力において仏陀によって説かれたヴィパッサナー瞑想の修行を行うことで解脱が可能と言われている。

### キリスト教
キリスト教カトリックの伝統においては、特に修道院の修道士らの日課には祈りとして瞑想を行う時間が設けられていることが多い。祈りは黙想（瞑想）、観想に分けられる。黙想は、想像力によって聖書の場面を思い描いたり、神学上の重要な教えについて知性によって思弁的に思索をめぐらす。これによって宗教的な感動を覚え、信仰がより深まる。一方観想は非思弁的なものであり、黙想の次の段階に当たる。17世紀には観想が、修得的観想（contemplatio acquisita）と注賦的観想（contemplación infusa）に区別されるようになった。世俗を離れた僧院での修行がベースにあるカトリック観想修道会の祈りは、仏教で発展した坐禅行と比較されうる。黙想と観想をはっきり区別した十字架のヨハネによると、観想では想像力や知性を用いた観念は一切使うことはなく、「暗く、無分別で、あらゆる個別性を欠いた概念」による「無相の祈り」を通して、神との合一の認識を得る。修得的観想には人間の能動的な態度があるが、神から超自然的に注がれた体験である注賦的観想には人間の自発性はなく、まったく受動的に与えられる注賦的観想によって、神との合一が成就される。
キリスト教神秘主義は、ギリシアの新プラトン主義から一者との合一の思想を受け継いでおり、自己の内面において一者である神との合一を目指し、その体験に至るために、瞑想も含めた「祈り」や、断食などの苦行を含む「自己否定」が実践された。ただし、キリスト教神秘主義における神との合一は、梵我一如に見られるような普遍的・根本的存在と人間や万物の同一を説く東洋の一元論とは異なり、あくまで神と人間は異なるものであるとし、合一の体験は、永遠・絶対の存在である神を有限な存在である人間が享受することであり、二元論的宇宙観に基づく。
イエズス会の創立者であるロヨラの聖イグナチオは、自らの神秘体験から霊的なトレーニングとして黙想『霊操』を作り出し、教本にまとめられている。イエズス会で司祭に叙階された者は、その前後に霊操を行う。霊操は「人間の知性、情緒、意志、さらに身体まで含む全人格的な人間教育そのもの」であると言われる。霊操は、教えを授ける者と実践する者の間に、聖霊に導かれながらも個人的なつながり、関係が結ばれるように設計されている点に、従来の修道制にはない独創性がある。
キリスト教神秘主義の思想は、十字架の聖ヨハネ『カルメル山登攀』『愛の生ける炎』、イエスの聖テレジア（アヴィラの聖テレジア）の『完徳の道』『霊魂の城』、黙想生活について書かれた『不可知の雲』、中世の神秘思想家トマス・ア・ケンピスによるといわれる『キリストに倣いて』といった著作にあったものの、西方キリスト教では傍流に過ぎず、神との合一の体験に至るための儀式や修練、神秘主義的瞑想の方法が、禅のように体系化され確立することはなかった。仏教における修行に相当するものがキリスト教（特にプロテスタント）で発展しなかったのは、宗教学者の岸本英夫によると、「いわゆる神の恩恵を中心に生きる信仰には、自己形成の努力は評価されない」ためである。異端として告発されたマイスター・エックハルト（1260年頃 - 1328年頃）以降その活動は廃れ、瞑想の方法も失われてしまったといわれる。20世紀時点では、ドイツの観想修道会ヴェネディクト会のヴィリギス・イェーガー神父がキリスト教神秘主義に関心を寄せたが、すでに修練の方法が失われていたため、日本の禅に実践の方法を求めたという逸話がある。祈りの会や黙想会（meditationの会）は、現代でも教会と関連施設で活発に開催されている。
信仰による義認と聖書主義を特徴とし、業（わざ）よりも信仰を重視するプロテスタントでは、仏教の修行（瞑想）に当たるものはほとんど見られない。
東方教会においては、「イイススの祈り（絶えざる祈り）」を唱え続けつつ深い瞑想の境地へと入ってゆく方法があり、これは「ヘシュカスム（静寂主義）」と呼ばれている。

### イスラム教
イスラム教の中には神秘主義の流れがあり、スーフィズム（タサッウフ）と呼ばれるが、キリスト教神秘主義同様に主流ではない。イスラム教で、「アッラー」「アッラーハ」といった短い聖句を唱え続け、神を想起することをズィクル（唱名）というが、スーフィズムの最も基本的な修行法・典礼的要素は、瞑想の中でズィクルを行うことである。一心にアッラーを思い、その名、聖句を唱え続け、無念無想の瞑想三昧に没入する。ズィクルによる極度の集中により、己を神で満たし、トランス・恍惚・エクスタシーといった状態が生じ、神の名さえ己の中から消し去るに至ると、己の中には何も残らず、修行者は神との一体の境地、ファナー(消滅）に至る。基本的なズィクルは香をたき、胡坐を組んで行うが、その唱え方は独特の身心技法になっている。声を出す、出さない、座ってやる、踊りながらやるなど、様々なやり方がある。
東洋思想研究者の井筒俊彦は念仏との共通性を、人類学者の赤堀雅幸は禅宗との共通性を指摘してる。

### 日本
武芸の流派が多く誕生した中世日本において、武芸の開祖の多くが宗教家または宗教と深い関係を持っており、また常の勝利を求めるならば身体の鍛錬だけでなく精神的な駆け引きや鍛錬が必要であったことから、戦闘技術だけでなく訓練を通じて人格の向上が目指されるようになった。さらに平和な江戸時代に入ると、武士における実戦技術の重要性は低くなったが、支配者層としての精神修養が求められるようになり、武士は坐禅などの瞑想修行を積極的に取り入れ、型の修行自体も瞑想的な性格を帯びるようになっていった。武道をよくするフランス文学者の内田樹は、武道で技を決めるもっとも技術的に複雑な瞬間、激しい動きをしながら極めて短時間だけ瞑想状態に入ると述べている。
白隠禅師『夜船閑話』は、過酷な修行による禅病と結核を、白幽老人に教えを受け「内観の法」「軟酥の法」によって治したと言われる。
白隠の『夜船閑話』等は武家の養生法になった。江戸時代後期には平田篤胤が「軟酥の法」を受け継ぎ、神道系の鎮魂帰神法に影響を与え、近代以降になると、神道系新宗教の大本に、さらに大本系の新宗教へと受け継がれた。大本系新宗教における行法や癒しは、程度の差はあれど、腹式丹田呼吸、瞑想による気の統御と信仰という点に共通性が見られる。
武家の養生法は、明治期には西洋医学的な民間療法を混ぜて科学的な治療法を装うようになり、こうした「呼吸法」「静坐法」が「新しい健康法」として広まった。「呼吸法」「静坐法」と呼ばれた瞑想・身心技法は、科学的であることが強調される一方、精神至上主義の色も濃く、精神や霊性について語られた。心身修養法と呼ばれ、精神修養だけでなく、健康や神経衰弱に効果があると考えられ、坐法と呼吸法からなる岡田式静座法が知識人を含む広い層に流行する等、多くの人が実践した。こうした動きには、科学がその伝統のない日本に突然に導入され、権力者によって強制され、精神的な物事が軽視されるようになったことへの危機感、反発があると考えられる。当時流行した「呼吸法」「静坐法」には、医療・宗教・修養のどれとも言い切れない曖昧さがあるが、それは同時期に流行した民間精神療法（霊術）も同様であり、「呼吸法」「静坐法」の一部の指導者は霊術家でもあった。

### 近代オカルティズム
ヘレナ・P・ブラヴァツキーは近代の神智学を始め、その思想は選ばれたものに受け継がれた秘められた教えを万人に開陳したものであるとされた。神智学はインドの宗教・哲学を取り入れており、魂が実在し永続すると考え、転生による魂の進化、霊的進化が唱えられた。人類の上の段階に至るためのイニシエーション達成のために、高位の存在であるハイアラーキーから、レムリア・アトランティスの時代に人類に与えられたものが、ヨーガであるとされる。肉体・エーテル体を完成させるため、またアストラル体を浄化しコントロールするために様々なヨーガが行われた。なお神智学の用語は、インドの宗教・哲学における意味とは異なっているため注意を要する。
神智学に学んだルドルフ・シュタイナーは、神智学協会から離脱して人智学を作ったが、転生を通した霊的進化の思想や、レムリア・アトランティスといったオカルト的歴史観を引き継いでいる。シュタイナーは生まれつき霊界を見る目、霊的なものを見る超越的感覚を持っていたと主張しており、全ての人は、彼が教える人智学の修行法、特にその瞑想と集中の行を毎日15分行い続ければ、自然と見霊能力、超越的感覚が目覚めると考えた。選ばれたもののみが修練し、理解・会得することができるという従来の神秘主義とは一線を画し、開いた形で指導された。なお、シュタイナーの死後、彼の信奉者の中に彼と同等の権威をもって見霊能力を示し教えを発展させる者は現れなかったが、残されたシュタイナーの教えを守る形で活動は続き、多方面に影響を与えた。

## 科学的研究

### 瞑想は科学か
瞑想は、研究者や信奉者によってしばしば科学と呼ばれるが、瞑想を科学という場合、それは一般的な意味での科学とは異なっている。「科学」とは一般的に、経験主義的科学を指し、何かが「科学的ではない」と言われる場合、「経験主義的な物質的証拠が提出できていない」という意味である。そのため心理学、精神医学、社会学なども、しばしば「科学ではない」といわれ、瞑想や霊性研究も科学として扱われていない。瞑想研究は非常に困難であるが、あくまで科学の領域の中において「状態特定科学」として、「変性意識状態」という概念に基づいた理解などの成果を上げている研究の方向や、高次の超越的な知の領域があると考えて、科学という名にこだわらずに独創的な研究を行おうという方向もある。

### 研究
瞑想は東洋・西洋共に行われてきたが、ユダヤ教やキリスト教では宗教的実践の中心に据えられることはなかったため、欧米に広く知られるようになったのは、東洋の瞑想伝統が導入された後のことだと考えられている。当初は懐疑的に捉えられ、とくに精神分析的訓練を受けた専門家たちは強い拒絶感を持ち、「瞑想とは、子宮内の生活状況への心理学的、身体的退行であり…一種の人工的精神分裂症である。」などという意見も見られた。このような学者たちの態度にもかかわらず、1960年代から70年代には欧米の一般社会に様々な東洋的瞑想実践が導入され、広く実践されるようになり、次第に先入観を持たずに評価しようとする心理学者や精神科医も現れるようになり、自ら実践して研究するものもあった。本格的な科学研究は、ベンソンとウォーラスによる瞑想の血圧降下作用に対する研究（1972年）が端緒となって盛り上がったと考えられている。研究が始まった当初はやや熱狂的であり、研究方法にも多くの問題点があった。
研究が進むにつれ、リラクセーション法や自己催眠などの他の自己コントロール法でも、瞑想特有と考えられていた様々な生理学的変化が起こることが分かり、研究者も冷静になり、研究方法も次第に洗練された。瞑想研究は多様な観点で行われ、トランスパーソナル心理学とも関連するようになり、学術研究が始まった当初のようなネガティブな見解は減少した。
異なる瞑想法を使った研究の結果の一貫性はあまりなく、例えばヨーガの瞑想者、禅の瞑想者、マインドフルネス瞑想者では、脳の活動に大きな違いが見られることが報告されており、同じ人間でも初期と熟達してからでは心理的効果が異なる。研究の対象となる瞑想はさまざまであるため、研究結果については、各種の瞑想の違いを理解し、どの瞑想の、どの段階の瞑想者を対象にした研究であるかを明確にする必要があると考えられるが、安藤治は、研究者たちは問題意識を持ってはいるが、まだ十分実践できていないと指摘している。
アメリカにおける瞑想研究の多くは、超越瞑想を対象としたものであった。なお、日本など東洋諸国では、瞑想研究はほとんど行われてこなかった。心身症を研究する熊野宏昭は、日本にマインドフルネスという概念が紹介された際に、日本の心身医学では「気づきとセルフコントロール」が鍵概念として重視され研究されていたため、何をいまさらという印象を持ったと述べており、安藤治は、日本やインドのように長い瞑想伝統を持つ社会では、瞑想の持つ意味を多くの人が何となく理解していることから、科学的に分析しようという西洋科学の態度がなじまなかったのではないかと指摘している。
2000年以降には、脳科学者の瞑想研究も多くみられるようになった。代表的なものとして、fMRI（磁気共鳴機能画像法）を使用し、瞑想時や平静時の脳の内側前頭前野、後帯状皮質、楔前部、下頭頂小葉などからなるデフォルトモードネットワーク（Default mode network：DMN）の活動を調べる研究がある。デフォルトモードネットワークが活動している状態は、雑念が浮かび疲れやすいと考えられ、デフォルトモードネットワークの活動の低下は、より平静であることを表す。瞑想時はデフォルトモードネットワークの活動が低下することが分かっている。ポジティブまたはネガティブな単語を見る時に、マインドフルであるよう教えを示すだけで、デフォルトモードネットワークの一部の活動が減退し、自己関連の情報処理が行われにくくなることが分かっている。また、マインドフルネスストレス低減法を行うと、身体部位や内臓で生じた反応への気づきを反映する島が活性化しやすくなり、内側前頭前野と機能的結合が薄れ、ネガティブな情報を見ても感情に囚われにくく、マインドフルな気づきの状態でいやすくなる。これは瞑想を何年も行っている成人でも同様であることが確認されている。
2001年にマサチューセッツ総合病院のセーラ・ラザー(Sara W.Lazar)は、瞑想と経験による神経可塑性に関する実験を行い、8週間かけてマインドフルネス瞑想を行う群と行わない群の脳をMRIでスキャンし比較した。瞑想の参加者は学習や記憶に関連する海馬の灰白質密度が高まり、不安やストレスに関連する扁桃体の灰白質密度が低下しており、瞑想が脳の自己認識、思いやり、内省といった分野に比較的急速に生理的変化を生じさせる可能性が示された。ペンシルバニア大学のアンドルー・ニューバーグは、深い瞑想状態や祈りの状態にある者の脳内の神経学的変化を研究し、深い祈りを込めた瞑想は上頭頂葉後部の活動を低下させ、血流を減少させるという見解を示した。
さまざまな研究により、瞑想の実践がストレスを和らげるのに役立つだけでなく、不安を管理し、炎症を軽減し、記憶力と注意力を向上させて起動できることが示されている。

### 瞑想の効果
マインドフルネス瞑想は不眠症と戦うのを助け、睡眠を改善でき、他のリラクセーション法と同じ程度に健康に良いと考えられている。臨床研究で瞑想の心身への良い影響を示唆する報告が出るようになると、健康管理、心理治療、教育の分野に応用されるようになった。
同志社大学大学院脳科学研究科教授である貫名信行等によると、瞑想はセロトニンを増加させ、瞑想するとガンマ波（認知活動関連の脳波量）が増加するといい、瞑想を1日に約10時間行なうチベット仏教の僧侶の大脳は思考や創造性を担う前頭前野の皮質が厚くなっているという。
生理・生化学的研究では、瞑想特有の身体の健康への効果はないようである。臨床的・心理学的な研究には、何をもって客観的であるとするかという問題があるが、概観すると、瞑想は心理学的にみて健康に良い影響があり、不安・恐怖症の改善、依存症の抑制、といった報告があり、知覚の感受性を高めることが示唆されている。また心身医学的な見地から、心筋梗塞後のリハビリテーション、気管支喘息、不眠、高血圧に有効であるかもしれず、また人間関係における信頼や自己評価の改善などに良いという報告もある。これらの研究は瞑想の治癒的な力の可能性を示唆しているが、ただし、安藤治によると、こうした作用は瞑想特有であるとは言えず、研究の質も不十分である。補完医療としての活用も試みられている。うつ病は再発を繰り返しやすく、再発防止のため最低2年間は抗うつ薬治療が推奨されているが、瞑想を取り入れたマインドフルネス認知療法に再発リスク低減効果があるのではないかとされ、英国の研究チームが効果があったと報告した。同研究チームでは3度以上うつを繰り返し、抗うつ薬を服用する経験者424人を被験者とし、半数ずつをランダムに分け、2年間にわたりマインドフルネス認知療法をする群と抗うつ薬治療を行い、両群の再発率を比較した。その結果、マインドフルネス認知療法群で再発率が44%、抗うつ薬治療群で再発率が47%となり、両群に統計的に有意な差はなかった。研究チームは双方ともにうつ再発や後遺症、生活の質向上により良い結果をもたらしていた、と結論付けた。

## 学校教育における瞑想
タイの小学校では、朝礼時と昼食後に瞑想の時間が取られている。

## 弊害・危険性
アメリカ国立衛生研究所は、瞑想は一般的に、健康な人にとっては安全であると考えられると報告している。瞑想は経験豊富な優れた指導者の元で、正しい態度で行われる必要がある。精神疾患の既往、身体的な病気がある場合には、始める前に主治医等と相談し、瞑想指導者に病気について知らせることが必要である。
瞑想が宗教的文脈と切り離され、一般での実践が盛んになると、瞑想によって精神的に不調になり、精神病を患う人も現れるようになった。瞑想の臨床研究が盛んになると、瞑想の弊害も報告されるようになった。一般社会に瞑想や神秘主義が流行しているため、精神科医がそうした事象が引き起こす精神的不調や病気に関する十分な理解、援助の知識を持つ必要があるが、そうした蓄積はいまだ十分ではなく、精神科医の側からも教育と研究の必要性が指摘されている。
安藤治は、「そのような報告はまだ数は少ないが、臨床的報告としては非常に重要なものである。というのも、それは、臨床場面で安易に瞑想を適用ないし「処方」したりすることがはらむ大きな危険性を直接的に示すものだからである」、瞑想に不向きな人がおり、様々な瞑想の伝統のように瞑想には十分な準備が必要である可能性がある、と注意を促している。弊害としては、「時折起こるめまい、現実との疎外感、それまでになじみのなかった思考、イメージ、感情などが引き出され、それらに敏感になることによってもたらされる苦痛、また、不安、退屈、ゆううつ感、不快感、落ち着きのなさの増大」などが報告されており、マインドフルネス瞑想によってトラウマ記憶が思い出され、それがうつのきっかけになる恐れもある。マインドフルネス瞑想がストレスになって、痛みへの耐性が下がったり、自己コントロール力が低下した例もある。
アメリカ国立衛生研究所は、瞑想が不安障害やうつ病のような一種の精神病の人々の症状を引き起こしたり悪化させたという報告は稀だと述べている。マインドフルネス瞑想の実践のリスクについては科学的な情報は十分でないが、パニック・うつ・不安の発現・悪化などの報告があり、また稀ではあるが、そう状態・精神症状なども報告されている。マインドフルネス瞑想の長期のリトリート（英:Retreat、集中合宿）では、害の報告は稀であるが、数人の参加者が終了後、数カ月または数年間続く深刻な心理的問題を報告している。ヴィパッサナー瞑想のリトリートでは、1日12時間以上の瞑想を行った人と、2時間以下の瞑想を行った人では体験内容に大きな違いがあることが報告されており、データの集め方が十分とは言えないが、長時間の瞑想者は「身体イメージの変化、エネルギーが湧き上がってくる感覚、通常とは異なる呼吸のパターン、幻覚体験を含んだ奇妙な視覚、聴覚、味覚、嗅覚の変化、喜びや言いようのない幸福感、時間感覚の変化、集中力の変化、対外離脱体験、自然な気づき、スピリチュアルな体験」を報告している。
瞑想のリトリートの場合、日常と切り離された環境で長時間の瞑想を行うため、瞑想体験が深まり、意識は内面へ集中し、日常から意識は遠ざかることになる。リトリートから日常生活に戻る際に「現実的な見当識が弱まり、思考プロセスが止まってしまい、自分が何をすべきか、どこへ行くべきかといったことがなかなかできなくなったりする」といった障害が見られることがあり、その症状は精神医学で離人症と呼ばれる症状に極めて似ている。長期瞑想者のほとんどがこの離人症的な障害を体験しているともいわれ、精神科での治療が必要になった例もある。ただし、瞑想による離人症的な障害と離人症が同じものであるのかはわかっておらず、瞑想による離人症的な障害は、薬物投与で悪化するという指摘もある。
自我構造の弱さが病理として表れていると考えられる精神病や境界例には、瞑想は有害である可能性がある。臨床研究の中には、瞑想は「精神病や境界例、慢性のうつ病、片頭痛やレイノー病などに対しては安易に適用されるべきではない」ことを示唆するものもある。
マインドフルネス瞑想は、不安、うつ状態、トラウマ、精神疾患の既往のある人には、有害な作用が増強される可能性があり、一方でこれらが改善することも報告されているため、十分なトレーニングを受けた指導者が慎重にスクリーニングを行い、途中経過をモニターしつつ実施することが必要とされる。
マインドフルネスの実践は、快適な、不快な、または中立的な体験をもたらすもので、動揺、身体的不快感、眠気、悲しみ、怒りなどの不快な経験も含まれる。多くの場合そうした経験は一時的なものであり、それが生まれて消えていく過程を観察することが学びのプロセスになっているが、ごく一部の参加者は持続的な悪化または長期的なダメージを経験している可能性がある。この問題はまだ十分に研究されておらず、今後の研究が期待されている。
運動をする際に、その強度、個人の特性、指導者の質が重要であるように、マインドフルネスなどの瞑想の実践においてもその3点は重要である。マインドフルに食べる、見る、聞くといったごく軽度の実践が有害であるというデータはない。8週間にわたり毎日最大で40分間のマインドフルネスを実践する心理療法マインドフルネスストレス低減法は、強度は中程度であるが、参加者の母集団が明確に定義され指導者が十分に訓練された予備調査では、害の証拠がないことが示唆されている。最も強度の強い実践はリトリートであり、参加者は1日何時間も、時に1週間も沈黙の中で瞑想を続ける。マインドフルネスの悪影響の報告は、ほとんどがこうしたリトリートである。
瞑想初期の段階に、実践方法・実践態度が間違っていると、受け流すべき思考に圧倒されて妄想的な思考に陥ったり、不安や心身の不調が現れることがある。瞑想を進めていくと、心理的な防衛のメカニズムが崩され、不快な記憶が思い出されたり、心理的葛藤が起こって不快な気持ちや抗うつ感に悩まされたり、痛みが起きることがよくあり、精神病の既往歴のある人の場合、再発の可能性もある。心理学的な知識のない瞑想指導者が、不調に陥った瞑想者に対し、さらに集中的な瞑想をするべきだと判断して悪化する可能性もあり、このような事態に陥った場合、精神科医等の専門家による介入が必要となる可能性がある。
瞑想の実践がある程度進んだ時期（キリスト教においては、念祷に熟達した段階）では、キリスト教の聖者十字架のヨハネが「魂の暗夜」と呼んだ、霊的進歩が停滞し、むしろ後退してしまったように思われ、「生のすべてが意味を失い、深い苦痛や絶望、重苦しい抑うつ感にさいなまれる」状態になることがある。通常のうつ病的な状態とは異なり、自殺することはないと言われ、十字架のヨハネの理解によると、魂がより高い次元に足るための一つの過程である。同様の体験をした聖者たちの記録が、魂の暗夜を乗り切るささえとして活用される。
多くのスピリチュアルなコミュニティには、現実逃避や、現実の問題に魔術的な解決がもたらされることを期待して、瞑想などのスピリチュアルな実践に熱中している人も少なくない。トランスパーソナル心理学者・精神療法家のフランシス・ヴォ―ンは、瞑想や様々なスピリチュアルな実践に向かう人の態度に見られる問題として、スピリチュアル・アディクション（スピリチュアル中毒、スピリチュアル依存）をあげており、「スピリチュアリティへの強い欲求やこころざしには、本質的に自己の責任の放棄という要素が含まれるため、外的対象に依存しがちになり、アディクション（中毒）に陥る傾向がつねに強く潜在している」と注意を促している。精神医学や心理学が、スピリチュアルな実践を病理的なものと考えたり、疑いの目で見るのは、こうした一部の実践者たちの現実逃避的な態度も影響している。現実逃避的な人が瞑想などのスピリチュアルな実践を行う場合、依存が起きやすく、一度依存してしまうと抜け出しにくい。スピリチュアルな実践を行う自分を特別だと思い上がったり、スピリチュアルなもののみに価値を見出すような生活の破綻が起こることもあり得る。まだ自我が確立されていない場合、スピリチュアルな実践が弱い自分の自己評価を高める道具になってしまう恐れもあり、罪からの解放や浄化を目指す場合には、実践全てが贖いの儀式と化してしまうこともあり得る。
瞑想修行がすすみ、集中的瞑想の段階に入ると、新しい心的世界に直面し、様々な心的要素が現れ出でる。多くの瞑想伝統では、こうした現象は悟りに至る過程にすぎず、「副作用」のようなものとみなされているが、瞑想者が受ける衝撃は大きく、道を踏み外す人もおり、病気のような状態になる人もいる。研究の盛んな欧米ではまだこの段階に達している瞑想者は少ないため、こうした現象がどの時期に現れるかよくわかっていないが、初心者にはみられない。感情的・身体的エネルギーの激発（体の一部が突然動く、急に脊髄が燃えるように感じられて体中が熱くなる、身体各部に強烈な痛みを感じる、身体各部の緊張が急に解き放たれる、様々な色の光に襲われる、強いエクスタシーを伴って身体全体が震える、複雑で劇的な身体の動きが数日～数年続く、など）があり、そうした現象が起こった場合、冷静に観察しながら正しい瞑想を続けるが、瞑想をいったん中断して適度な運動や鍼治療、農作業やイメージトレーニングを行うこともある。ヒンドゥー教で「クンダリニーの覚醒」と言われる状態に当たるものだと思われるが、「クンダリニーの覚醒」自体が、科学的に十分理解されていない。
また瞑想集中期には、身体の大きさや重さの感覚に異常が生じたり、自分自身を外から眺める幽体離脱体験することもある。幻聴などの聴覚の変容、絶望感、喜び、深い悲しみ、恐怖といった強い感情に急に襲われたり、感情が強く動きコントロールできなくなることもある。過去世のようなヴィジョンや見知らぬ情景といった古代的・元型的イメージに圧倒されて、精神のコントロールを逸するものもいると言われる。こうした体験を恐れたり強く抵抗すると、禅で「魔境」と呼ばれるように、体験に取り込まれて瞑想が継続不可能になることもあるが、優れた指導者による十分なサポートなしに、体験を受け流すことは難しく、病的な状態に陥り、薬物治療が必要になる危険性がある。
集中的瞑想が深まり、次なる段階への入り口に差し掛かると、「すばらしい喜び、至福の感情、魅惑的な恍惚感、強烈な解放感」が湧き上がることがあり、瞑想者がこれを瞑想の最終的な到達点と勘違いすることが少なくない。シュード・ニルヴァーナ（偽涅槃）と呼ばれており、瞑想が深まる過程の正しい一段階であるとみなされているが、強烈な幸福感を伴うため、この体験に夢中になってしまったり、悟りの境地に達したと信じてしまうものもいる。伝統的な瞑想では、こうした体験を指導者がチェックし、瞑想者が正しく認識するよう導くよう体系化されており、このような体験とは距離を取って接するように指導される。
また日本の禅宗では、修行の途中で様々な精神的・身体的不調をきたす状態「禅病」があることが、修行者たちの間で知られているが、肯定的な体験ではないため、あまり記録が残されていない。江戸時代の禅僧白隠が禅の修行で患った禅病は、臨済禅の公案（師に与えられた非論理的な質問への答えを探し出す修行法）によって引き起こされることが多いと言われる。安藤治は、瞑想が深まった高次の段階で起こる障害は情報が少ないため、白隠の記録は意味深いと評している。
さらに深まった洞察的瞑想期の体験については、あまり知られていないが、世界の生成消滅の有様についての洞察をつかむと言われている。なお、瞑想に伴って現れる危機は、必ずしも瞑想の段階と正確な関連があるわけではなく、整理することは困難である。